# Eilean Donan
Vous lisez un « bon article » labellisé en 2010.
Pour les articles homonymes, voir Eilean et Donan.
Eilean Donan est une petite île du Royaume-Uni située en Écosse, administrée par le Council Area de Highland. Elle est reliée à l'île de Grande-Bretagne par un pont en pierre qui conduit à un château fort occupant une bonne partie de l'île. Cet édifice, construit et remanié à de nombreuses reprises à partir du début du XIIIe siècle, est abandonné à l'état de ruine en 1719 à la suite d'une bataille qui l'endommage fortement. Racheté par le clan MacRae, il est reconstruit entre 1912 et 1932 en préservant le style architectural. Depuis, il accueille de nombreux visiteurs qui le considèrent comme le château le plus romantique d'Écosse. Il fait aussi partie des châteaux les plus photographiés d'Écosse et il a également servi de décor pour de nombreux films.

## Toponymie

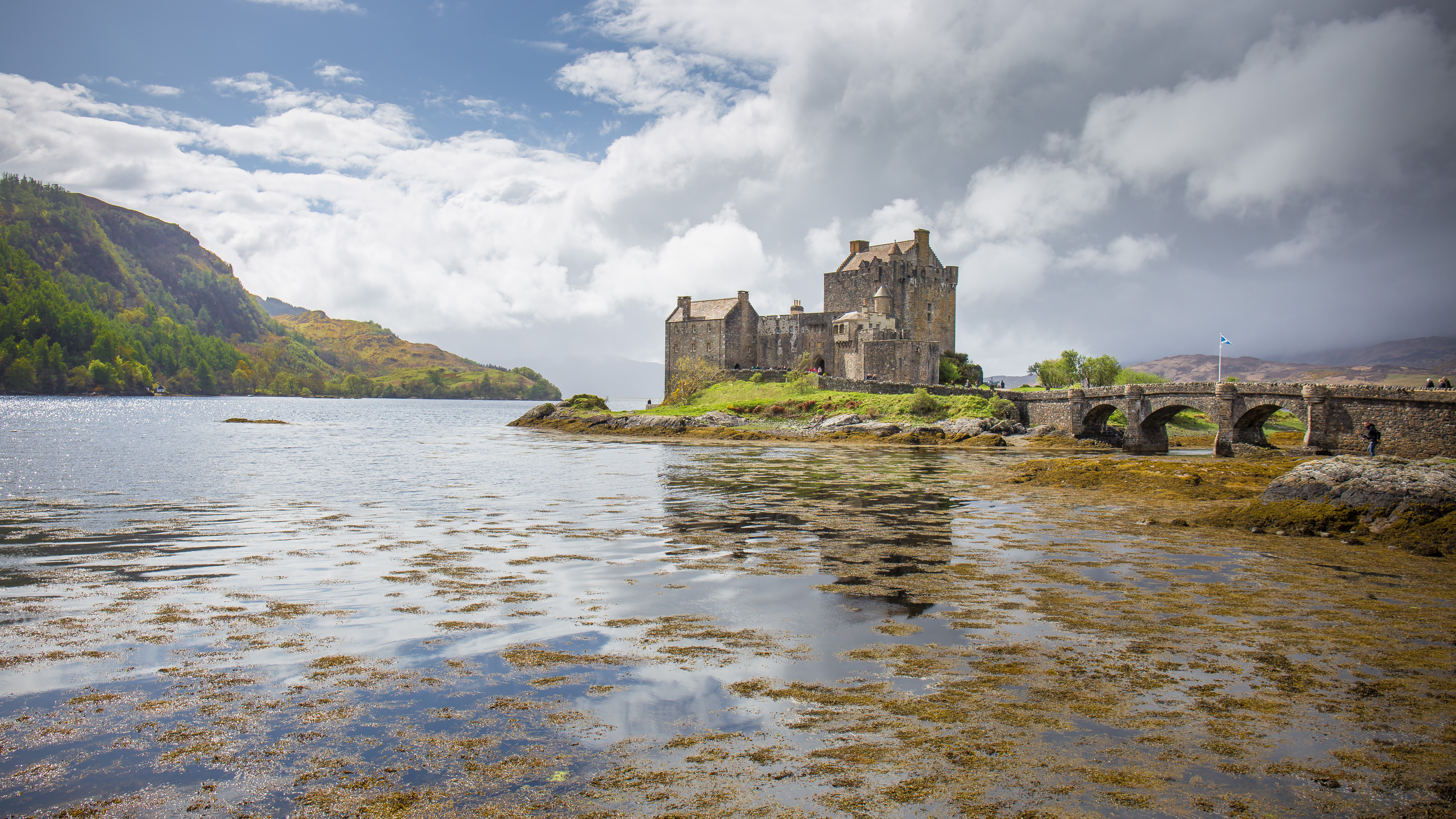
Vue du château d'Eilean Donan.

Eilean Donan est aussi appelée Ellandonan en anglais et Eilean Donan, Eilean Donnáin, Eilean Dhonnain ou encore Ellendonan en gaélique écossais. Le château est quant à lui appelé Eilean Donan Castle, Castle Donnan ou Ellandonan Castle en anglais ou encore Caisteal Eilean Donan et Caisteal Eilean Donnáin en écossais. Ces toponymes signifient « île de Donan » et « château de l'île de Donan » en français.

## Géographie

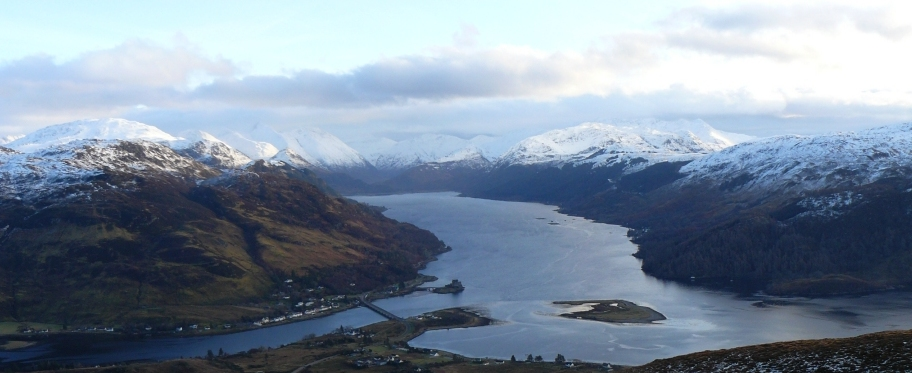
Vue depuis le nord d'Eilean Donan (au centre) baignée par le loch Duich (au centre) donnant naissance au loch Alsh (à droite) par réunion avec le loch Long (à gauche) ; le village de Dornie est visible juste à gauche de l'île, aux pieds des Highlands de l'île de Grande-Bretagne (dernier plan).

Eilean Donan est située dans le Nord du Royaume-Uni, dans le Nord-Ouest de l'Écosse. La ville la plus proche est Kyle of Lochalsh située à huit miles, soit environ treize kilomètres, à l'ouest par la route A87, à proximité de l'île de Skye. Administrativement, l'île fait partie du Council Area de Highland, dans l'ancien district de Skye and Lochalsh.
L'île de Grande-Bretagne entoure Eilean Donan vers le nord-nord-ouest avec la pointe Ardelve, vers le sud-ouest, ainsi que vers l'est, là où les deux îles sont les plus proches. C'est en cet endroit que les deux îles sont reliées de manière artificielle par un pont mais aussi de manière naturelle lorsque la marée est basse. Eilean Tioram, une autre petite île inhabitée, se trouve vers le nord-ouest. Eilean Tioram et Eilean Donan font toutes les deux partie des Hébrides intérieures, un archipel regroupant les îles s'étirant le long des côtes occidentales d'Écosse. Eilean Donan est baignée par les eaux du loch Duich provenant du sud-est, au niveau de sa réunion avec le loch Long venant du nord-est pour former le loch Alsh se dirigeant vers l'ouest,. Cet ensemble de trois lochs maritimes communique avec l'océan Atlantique via The Minch, une baie du Nord de l'Écosse, ainsi que par la mer des Hébrides située plus au sud.

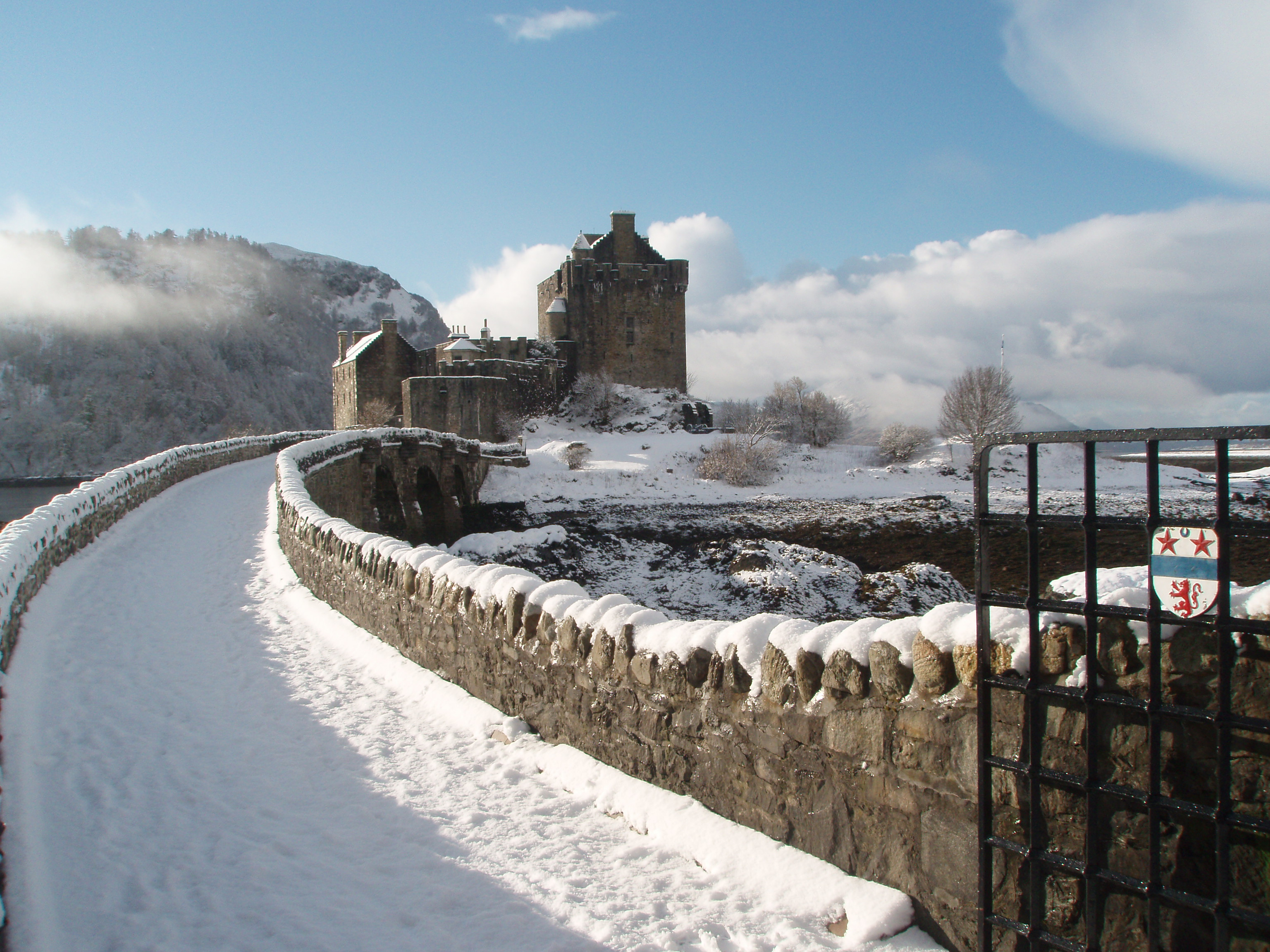
Vue d'Eilean Donan sous la neige le 30 janvier 2010.

Eilean Donan est une île de forme ovale, orientée dans le sens nord-sud et couvrant une superficie de seulement un demi-hectare, soit 0,005 km2. Le point culminant de l'île ne dépasse pas dix mètres d'altitude hors constructions. Sa seule végétation est constituée d'une lande et de pelouses d'où émergent quelques rochers. Cette roche qui affleure fait partie du complexe Lewisien composé de croûte continentale métamorphisée datant du Précambrien. Malgré sa petite taille, l'île dispose d'une source d'eau douce. Son climat, commun au reste de l'Écosse, est de type océanique. Il est caractérisé par une pluviométrie élevée de 1 500 millimètres annuels répartis tout au long de l'année et des températures fraîches comprises de 4 à 10,5 °C en moyenne mais qui ne connaissent pas une grande variabilité saisonnière.
La partie méridionale de l'île est occupée par un château fort entouré par un chemin connecté au reste du réseau routier britannique par un pont en arches de pierre. Ce pont débouche au niveau d'un centre d'accueil des visiteurs entouré par un parking s'étirant entre la côte et la route A87. Cette route permet de rejoindre l'île de Skye à l'ouest via Dornie, le village le plus proche de l'île situé à quelques centaines de mètres au nord, ou bien l'Est de l'Écosse via le Great Glen, une vallée occupée en partie par le loch Ness. L'île compte un seul habitant depuis 2001 selon l'office des statistiques d'Écosse.

## Histoire

### Installation d'une communauté religieuse
L'histoire d'Eilean Donan est intimement liée à celle de son château. Avant sa construction, l'île, probablement découverte à la Préhistoire tout comme le reste de l'Écosse, est inhabitée et il en est fait très peu mention. Eilean Donan tire vraisemblablement son nom de Donan d'Eigg, un évêque irlandais arrivé en Écosse vers 580. Il y évangélise la population celte, et vit en ermite sur l'île avant de mourir en 618. De nombreuses églises des environs sont dédiées à Donan et une communauté religieuse est fondée sur Eilean Donan à la fin du VIIe siècle,. L'île est notamment choisie en raison du séjour du religieux, mais aussi parce qu'elle dispose d'une source d'eau douce. Le devenir de cette communauté jusqu'à la construction du château reste inconnu, mais une forteresse picte aurait été construite sur l'île.

### Construction et remaniements du château

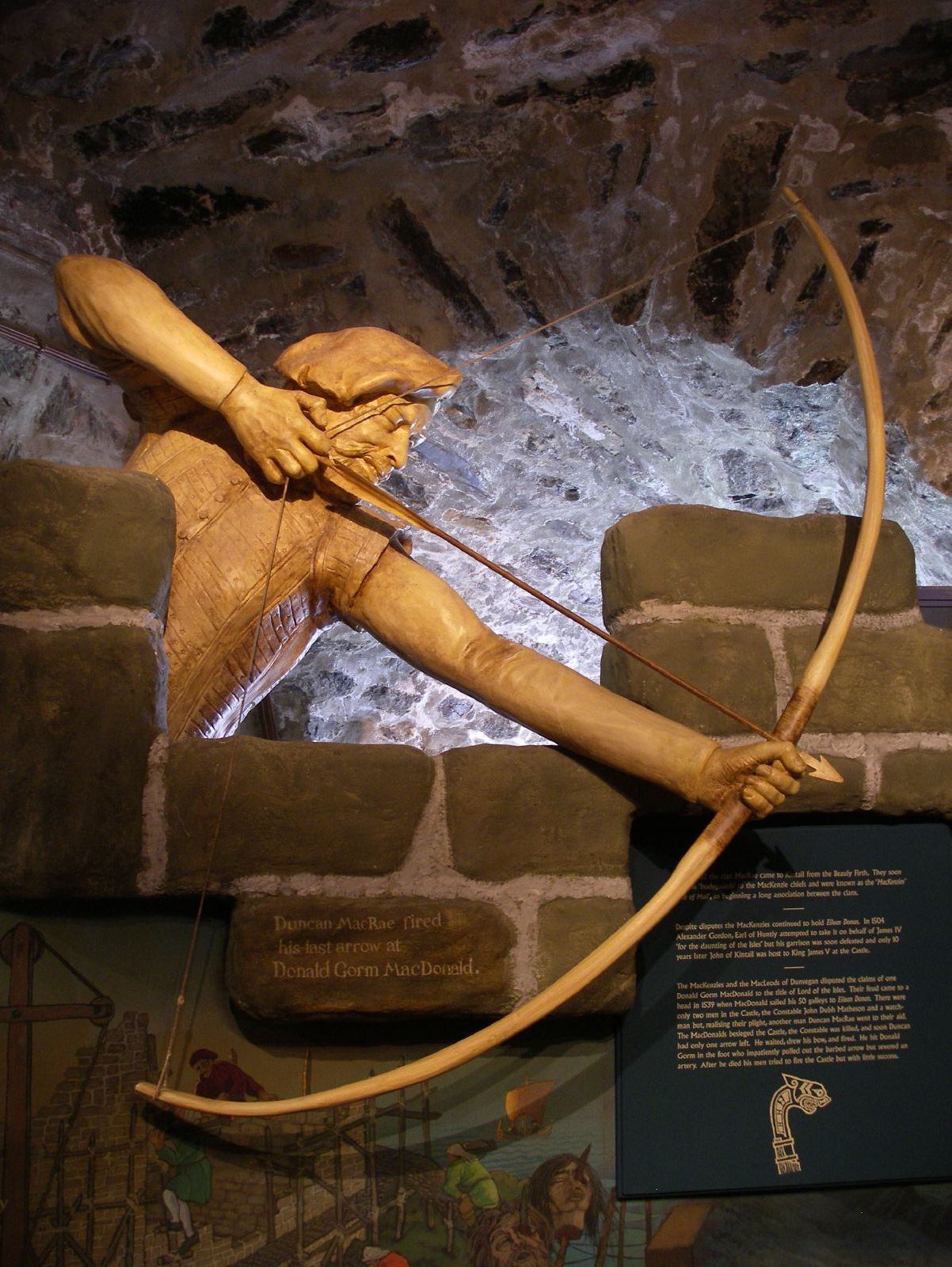
Sculpture sur bois représentant Duncan MacRae défendant seul le château lors d'une attaque du clan MacDonald en 1539.

Le château d'Eilean Donan commence à être édifié à partir du début du XIIIe siècle, peut-être en 1220 ou en 1230, peut-être par le roi Alexandre II pour aider à renforcer les défenses contre les Norvégiens ou par Farquar II, comte de Ross. À cette époque et depuis le IXe siècle, les Vikings effectuent des raids en Écosse au point de contrôler et de s'installer dans certaines parties du pays,. Ces possessions vikings dans les îles Britanniques n'obtiennent leur indépendance complète vis-à-vis du royaume de Norvège qu'au milieu du XIIIe siècle et sont alors dirigées par les Seigneurs des Îles. Soucieux de défendre ses terres, le roi écossais Alexandre II choisit Eilean Donan, située à une position stratégique au carrefour de trois lochs maritimes, pour y installer un ouvrage défensif,. Il meurt en 1249 en combattant les Vikings, mais son fils Alexandre III en est victorieux en 1263 et récupère toutes les terres écossaises qu'ils détenaient. Selon le folklore écossais un fils d'un chef du clan des Matheson aurait acquis le pouvoir de communiquer avec les oiseaux et, après avoir été chassé par son père, voyagea et s'enrichit dans de lointains pays ; ses talents et sa connaissance du monde lui attirèrent la faveur du roi Alexandre II qui lui confia la mission de construire un château sur Eilean Donan pour défendre le royaume.
Le château d'Eilean Donan est agrandi à de nombreuses reprises après sa construction au point d'occuper la totalité de l'île. Le château fort est alors ceinturé par un chemin de ronde renforcé par des tours qui encerclent un donjon élevé au point culminant de l'île. Les dimensions du château seront finalement ramenées au cinquième de cette taille maximale à la fin du XIVe siècle pour des raisons obscures, peut-être pour adapter l'ouvrage au nombre de soldats disponibles pour le défendre. Son remaniement se poursuit avec l'ajout au XVIe siècle d'une plateforme dans la partie orientale du château afin d'y recevoir des canons, la nouvelle arme à feu de l'époque.
Le futur roi d'Écosse Robert Ier se serait réfugié à Eilean Donan alors qu'il était poursuivi par les Anglais et ce serait depuis le château qu'il serait parti à la reconquête de son trône, le récupérant quelques mois plus tard. L'ouvrage défensif sert ainsi à de nombreuses reprises contre des ennemis étrangers mais aussi au cours des luttes entre clans écossais comme ceux des MacRaes et des MacDonalds,. Le château est habité pendant une longue période par des hommes du clan MacKenzie qui l'acquièrent au XIVe siècle et il est géré par un connétable,. Ce titre, un des plus prestigieux du Kintail à l'époque, revient aux MacRaes, à la suite d'un acte de guerre lorsque Duncan MacRae, alors simple éclaireur au château, parvient à en assurer seul la défense contre une attaque du clan MacDonald en 1539,. Lors de la Première révolution anglaise au milieu du XVIIe siècle, des troupes royalistes stationnent temporairement dans le château, le clan MacKenzie étant opposé aux républicains.

### Résistance jacobite et destruction
À la fin du XVIIe siècle, la Glorieuse Révolution oppose le peuple et des parlementaires britanniques, soutenus par l'armée hollandaise et plus de 3 000 huguenots français, aux partisans du roi Jacques II d'Angleterre renversé en 1688. L'Espagne, qui soutient le prétendant Stuart par opposition à la couronne britannique lors de la Guerre de la Quadruple-Alliance, envoie en 1719 à Eilean Donan une garnison de 46 ou 48 soldats jacobites qui se retranchent dans le château,. Ils ont à leur disposition une poudrerie et sont en attente d'armes et de canons en provenance d'Espagne. Cet armement du château déclenche les hostilités entre la garnison jacobite et le gouvernement britannique arrivé au pouvoir avec la révolution. Le 10 mai 1719, celui-ci dépêche trois frégates, The Enterprise, The Flamborough et The Worcester, qui bombardent le château trois jours durant,. Ce dernier résiste assez bien grâce à l'épaisseur de ses murs qui atteint en certains endroits quatorze pieds, soit plus de quatre mètres. L'assaut final est mené par l'infanterie qui reprend le contrôle du château et y découvre 343 barils de poudre à canon réunis dans le but de faire sauter le château.
À la suite de cet épisode qui endommage grandement le château, celui-ci est abandonné à l'état de ruine et l'île reste inhabitée et inutilisée pendant près de 200 ans,,.

### Restauration du château

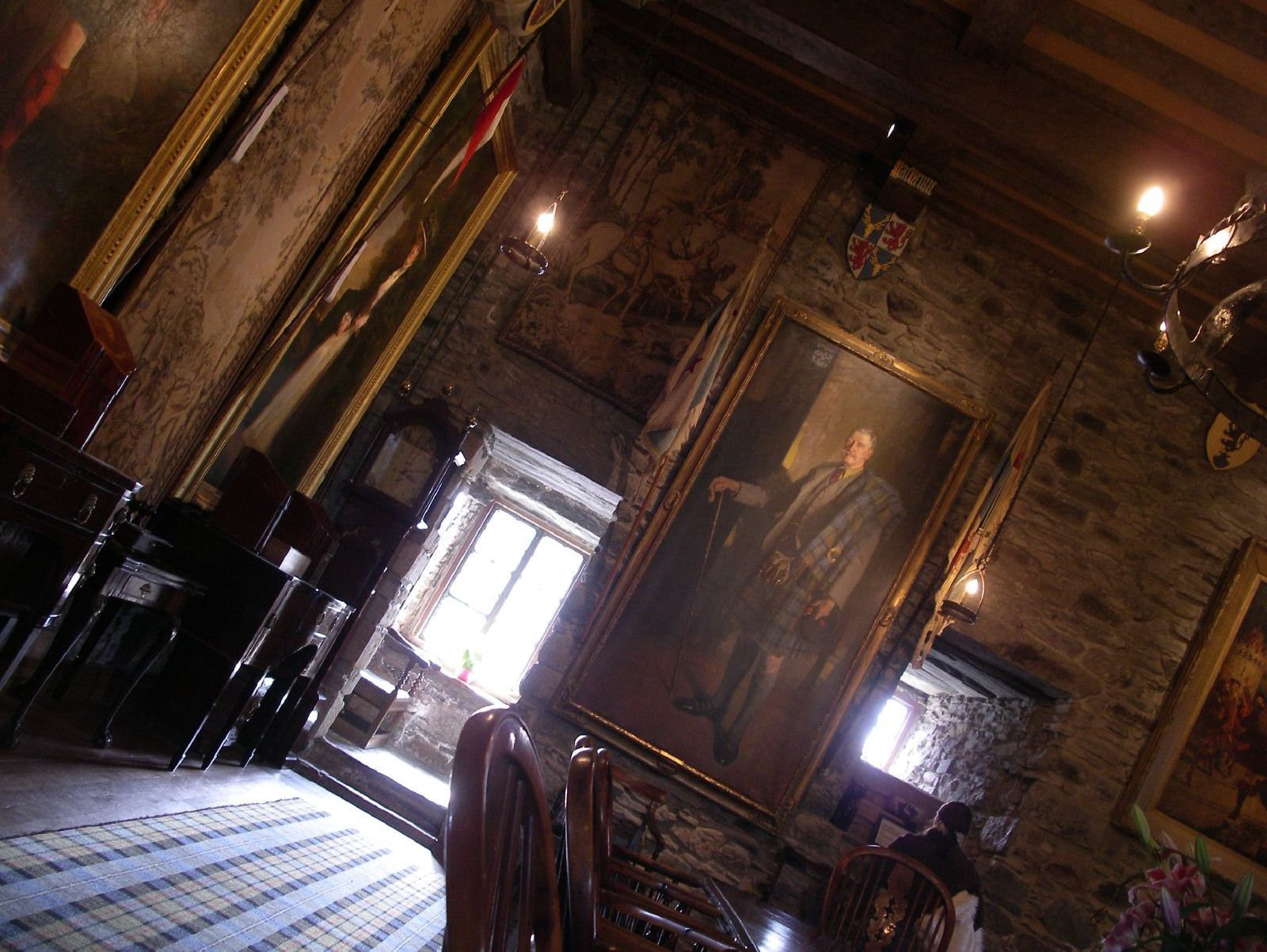
Intérieur décoré et meublé du château d'Eilean Donan.

En 1911, John MacRae-Gilstrap rachète l'île et y entreprend la restauration du château à partir de 1912 avec l'aide de Farquar MacRae qui joue le rôle de conducteur de travaux,. Dans un premier temps, le site est dégagé des blocs épars afin de révéler la structure du château. Selon la tradition de la famille Macrae, lors de son retour après la Première Guerre mondiale John MacRae-Gilstrap découvrit que Farquar avait dépassé son rôle et commencé à reconstruire le château car, selon ses dires, il avait eu un rêve où il l'avait vu en détail dans son état original. Ce n'est qu'en 1920 que l'édification proprement dite commence, s'achevant en juillet 1932, soit au bout de vingt ans de travaux,. D'un coût de 250 000 livres sterling, cette réhabilitation constitue le quatrième gros remaniement du château depuis sa construction. La reconstruction des bâtiments et la restitution de leur architecture se font uniquement sur la base des ruines encore visible sur le site. Ce n'est qu'une fois l'ouvrage terminé que des plans du château sont retrouvés dans les archives du château d'Édimbourg. Par comparaison de l'ancien et du nouvel aspect du château, il s'avère que la reconstruction a été d'une grande fidélité au style originel.

Plan des ruines du château en 1887.

Les ruines permettent de deviner l'organisation générale du château. Celui-ci se compose d'une cour intérieure avec dans son angle nord-est le donjon, d'une longueur de 57 pieds (17 mètres), d'une largeur de 43 pieds (13 mètres) pour une épaisseur des murs de 10 pieds (3 mètres), ainsi que dans sa partie sud un autre bâtiment rectangulaire. À l'extérieur de la cour se trouve une tour à sept côtés de 20 pieds (6 mètres) de diamètre et dont la base est située en contrebas de la cour intérieure. Cette structure, qui pourrait être une ancienne citerne d'eau douce, est reliée aux murailles orientales par deux murs d'une épaisseur de 5 pieds (1,5 mètre) et qui auraient pu atteindre une hauteur de 15 pieds (4,5 mètres). Les murs d'enceinte de la cour sont percés de deux portes. La principale, fortifiée, dans le mur sud ainsi qu'une plus petite dans le mur ouest qui permettait vraisemblablement d'accéder directement au château depuis le loch Duich avec une petite embarcation. La salle des gardes, aux murs de quatorze pieds (4 mètres) d'épaisseur et au plafond voûté, les cuisines, où la préparation des repas se fait sans équipement moderne, ou encore la salle du banquet avec ses poutres apparentes, sont les pièces les plus remarquables du château, lequel est entièrement meublé et décoré dans le style du Moyen Âge. Érigée à l'occasion de la reconstruction du château, une stèle à la mémoire de Canadiens, d'Australiens et de membres du clan MacRae tombés au combat lors de la Première Guerre mondiale, se dresse à l'extérieur des murs,.

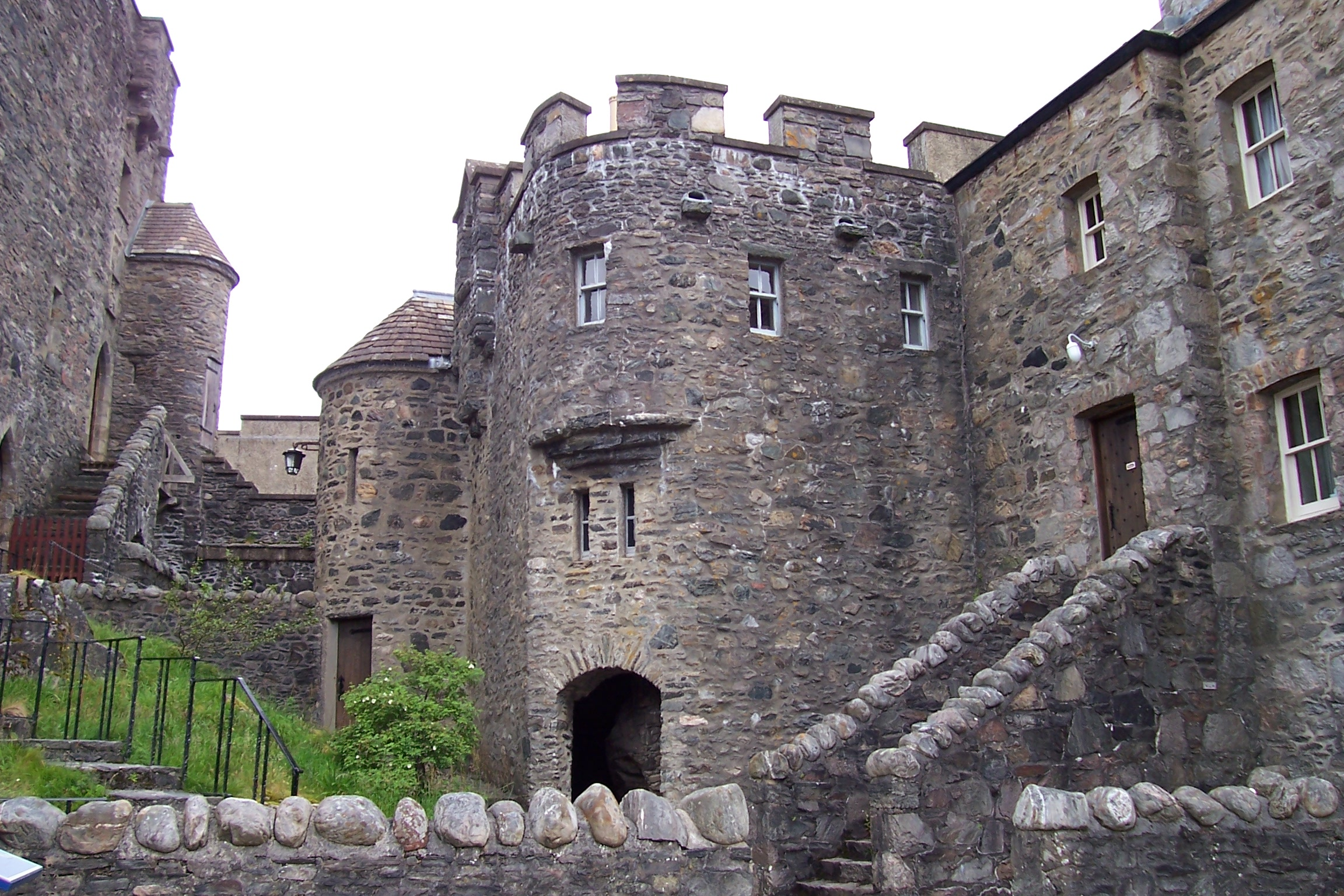
Vue de la cour intérieure du château d'Eilean Donan.

Le château reste une propriété familiale tout au long du XXe siècle, même lorsque le Conchra Charitable Trust est créé en 1983. Cette société de bienfaisance est mise en place par des membres du clan MacRae afin d'assurer la gestion, l'entretien et la restauration du château. Ainsi, parmi les récents aménagements effectués dans le château et ses abords, il y a la création de six chambres au troisième étage en 1996 ainsi que la rénovation de la toiture et des murs extérieurs d'une partie du château au début des années 2000. L'accès routier à l'île et au château a été réaménagé en 1997 et 1998 par la création d'une voie centrale sur la route A87 dont le tracé a été redessiné ainsi que l'agrandissement et le réaménagement du parking et du centre des visiteurs. Ce centre des visiteurs regroupe le point de vente des billets pour le château, une boutique souvenir et un centre d'exposition sur la rénovation du château,. Il permet aussi à toute personne ne pouvant gravir les nombreuses marches du château d'effectuer une visite virtuelle du lieu.

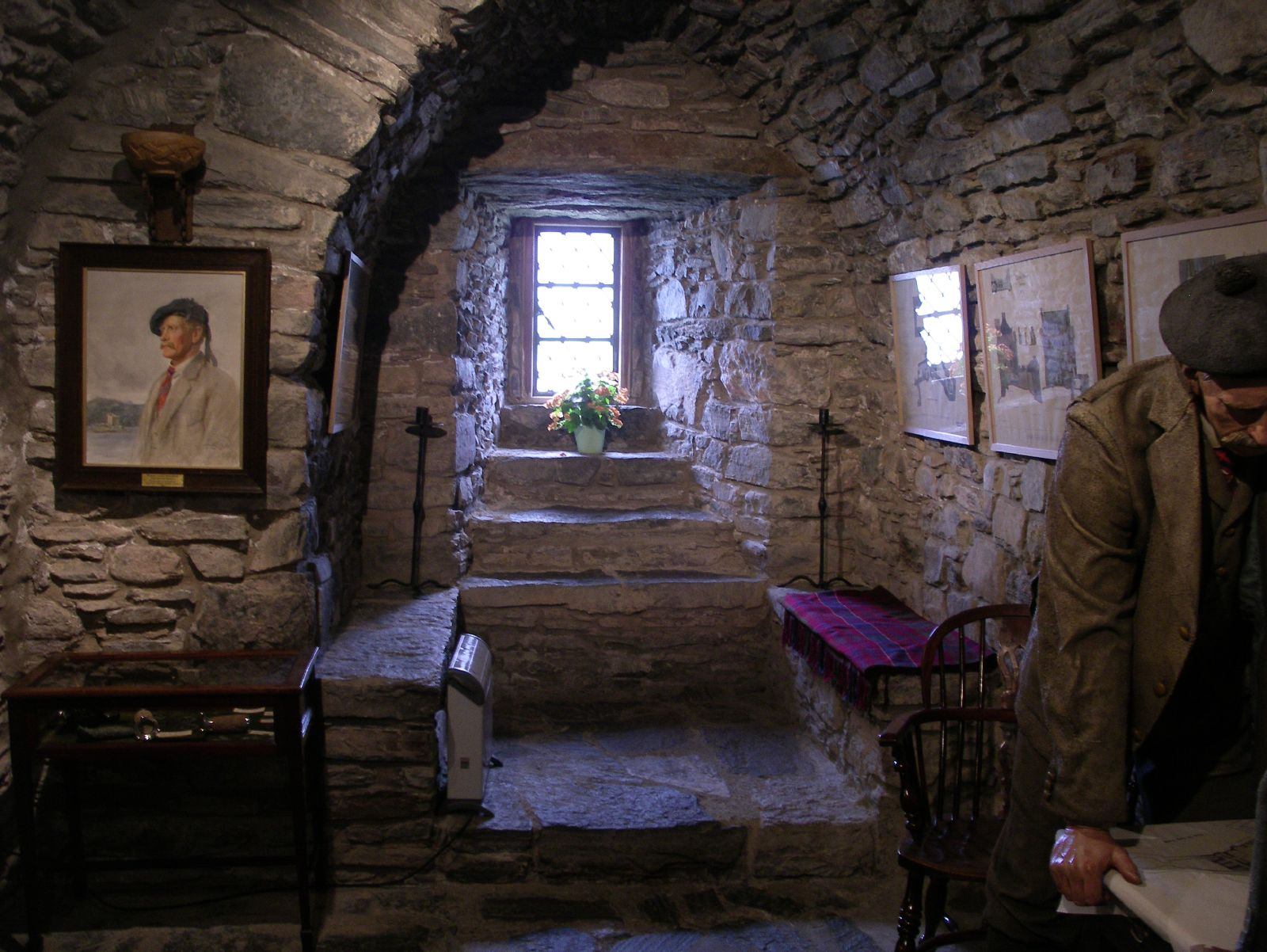
Intérieur décoré, meublé et mis en scène du château d'Eilean Donan.

## Tourisme

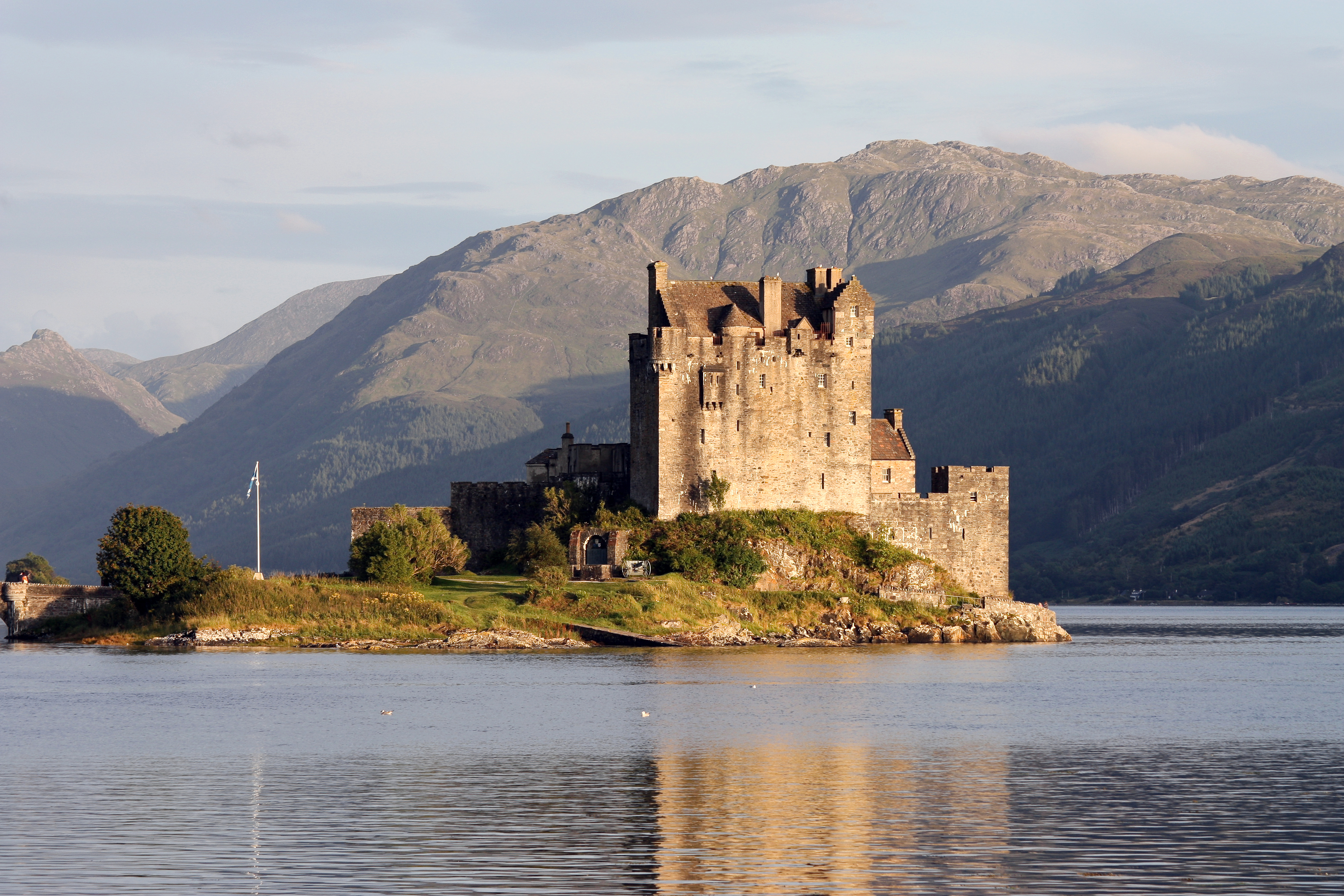
Vue d'Eilean Donan depuis le nord montrant la partie non construite de l'île avec la stèle aux victimes de la Première Guerre mondiale au pied du donjon.

La quasi-totalité du château est accessible au public. En 2005, 270 822 personnes l'ont visité, ce qui en fait un des sites touristiques les plus populaires des Highlands d'Écosse juste devant le château d'Urquhart sur les rives du loch Ness. En 2007, le château d'Eilean Donan a été élu « meilleur château d'Écosse » par les lecteurs du magazine Icons of Scotland dans la catégorie « meilleure attraction historique »,. Il est considéré comme le château le plus romantique et le plus photographié d'Écosse,.
Outre la simple visite, le château d'Eilean Donan est aussi disponible à la réservation pour des mariages, la location hôtelière, le tournage de scènes de cinéma et de télévision ainsi que la réalisation de séances de photographies.

## Culture

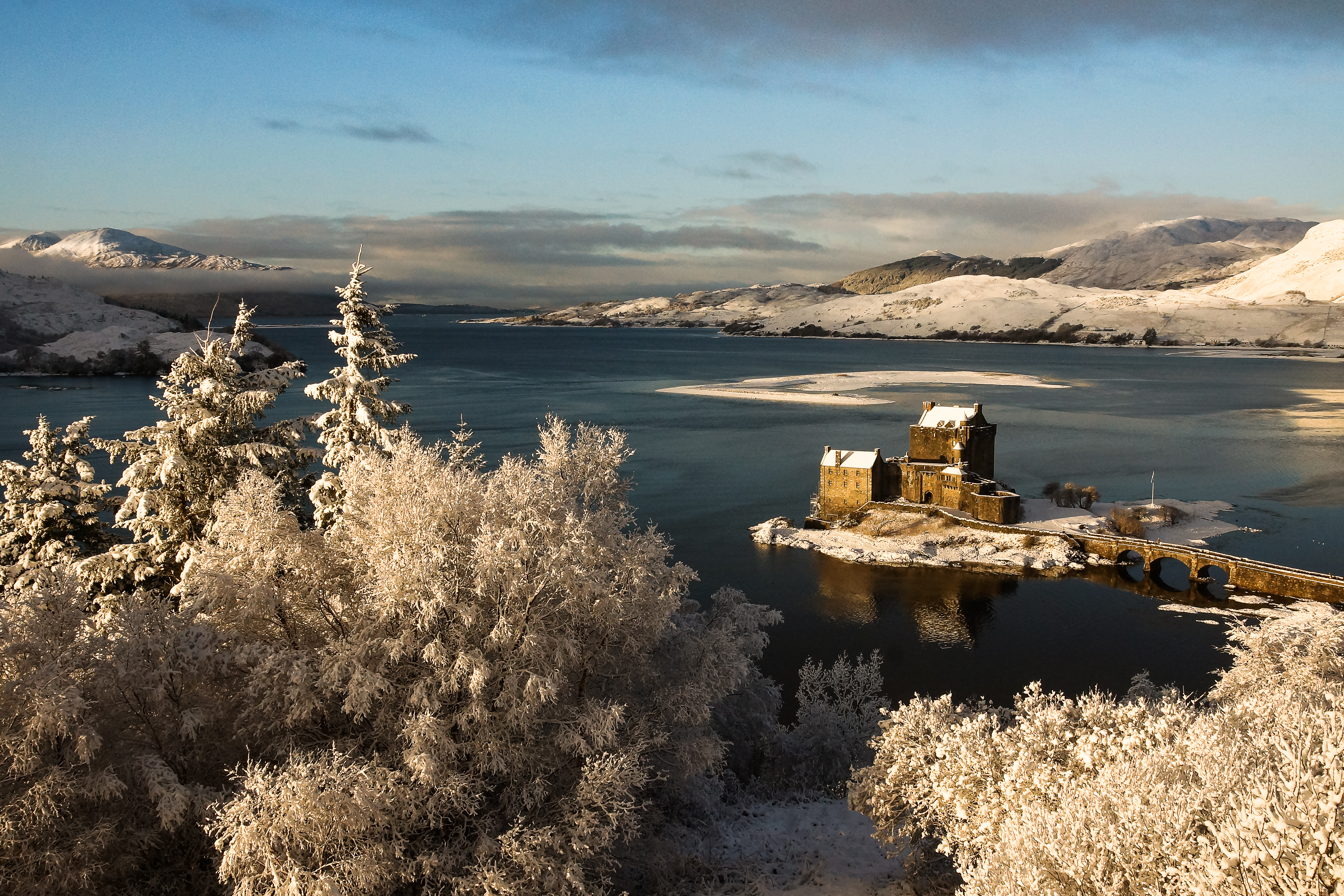
Eilean Donan en hiver.

Le château d'Eilean Donan a servi de décor d'extérieur et d'intérieur à de nombreuses reprises. C'est le cas des films La Grande Révolte en 1948, Le Vagabond des mers en 1953, Prince Vaillant en 1954, Highlander en 1986, Mio au royaume de nulle part en 1987, Rob Roy en 1995, Loch Ness en 1996, Ørnens Øje (en) en 1997, Laisse parler ton cœur en 1998, Le monde ne suffit pas en 1999, Kandukondain Kandukondain en 2000, Highlander: Endgame en 2000, Le Dragon des mers : La Dernière Légende en 2007, Elizabeth : L'Âge d'or en 2007, Le Témoin amoureux en 2008 ou encore L'Embarras du choix en 2017, des téléfilms comme Le Palais bleu (de) : Der Unsterbliche en 1976, un épisode de Hamish Macbeth en 1987, Oliver's Travels en 1995, Un meurtre sera commis le... en 2005, ainsi que des jeux télévisés comme la version britannique de La Chasse aux trésors en 1983. Il apparait aussi dans le clip de la chanson Les Traversées sont solitaires du groupe français Elmer Food Beat.
Le château est également présent sur la pochette de l'album Dreamcatcher (en) du groupe Secret Garden. Il sert de décor à l'épisode des New Avengers (Chapeau melon et bottes de cuir) intitulé Le Repaire de l'Aigle avec Peter Cushing.